# وايتوريكي
وايتوريكي Waitoreke هو حيوان غير مؤكد الوجود (Cryptid) يشبه القضاعة أو القندس ويقال أنه يعيش في نيوزيلندا. ويوصف غالبا بأنه حيوان صغير يشبه القضاعة يعيش في الجزيرة الجنوبية من نيوزيلندا. هناك عدة فرضيات حول ماهية الحيوان، كأن يكون قضاعة أو قندس أو كائن زعنفي الأقدام.

## أصل الاسم
لم يتم تحديد أصل الاسم بشكل جيد؛ وربما تم اختراعه. فهو لا يوجد في قاموس الماوري الكبير الذي وضعه إدوارد روبرت تريغير عام 1891، ووصفت بأنها «غير صائبة نحويا» من قبل باحث أثريات الماوري تي رانغي هيروا.
رغم هذا حاول الباحثون وضع أصل محتمل للكلمة:
- «واي» تعني ماء في لغة الماوري وأغلب اللغات البولينيزية (تريغير، 1891).
- «تو ريكي» تعني مهماز (عظمي) حسب إحدى النظريات، وبهذا فإن وايتوريكي تعني (الحيوان) المائي ذو المهماز. كلمة «ريكي» نفسها تعني في لغة الماوري ضربة الرمح أو الشعر المربوط بعقدة ناتئة (تريغير، 1891).
- «توريكي» في لهجة قبيلة نغاي تاهو الماورية في الجزيرة الجنوبية هي أحد أشكال كلمة «تورينغي» وتعني «يختفي». وبهذا فإن كلمة وايتوريكي تعني «الذي يختفي في الماء». يقول تريغير أن الكلمة يقول أنه يحتمل أن الكلمة تعني يختفي، ولكن الاختفاء يحدث بعد أن يتم ترك الشيء. يحتمل أن يكون المعنى قد تغير مع اللهجة.
- «تو» تشير إلى العالم الروحي و«ريكي» تعني «يختفي». وبهذا فإن الاسم قد يعني «روح الماء المختفية» (بيكر، 1985، واستشهد به ماريش، 1997).
- «توريكي» قد يكون تحريفا لاسم حيوان من لغة أجنبية.

ومنذ زمن الاستيطان الأوروبي (أواخر القرن الثامن عشر) عرف الحيوان بأسماء أخرى مثل «قضاعة نيوزلندية»، «قضاعة الماوري»، «قندس نيوزلندي» وغيرها العديد من الأسماء باختلاف النظريات والسجلات.

## الوصف

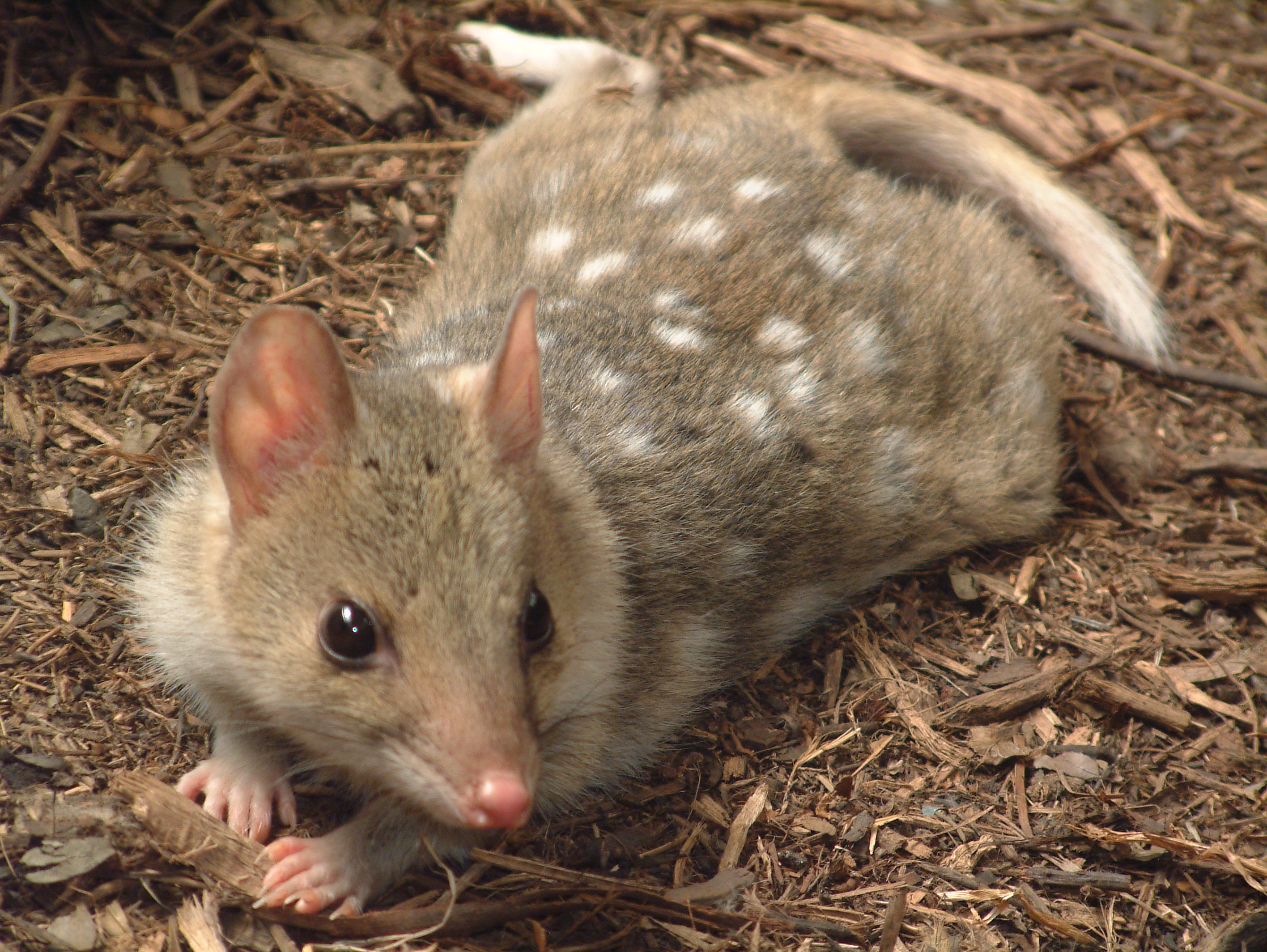
الجلد الذي زعم فون هاست أنه يخص الوايتوريكي يشابه الدصيور الشرقي.

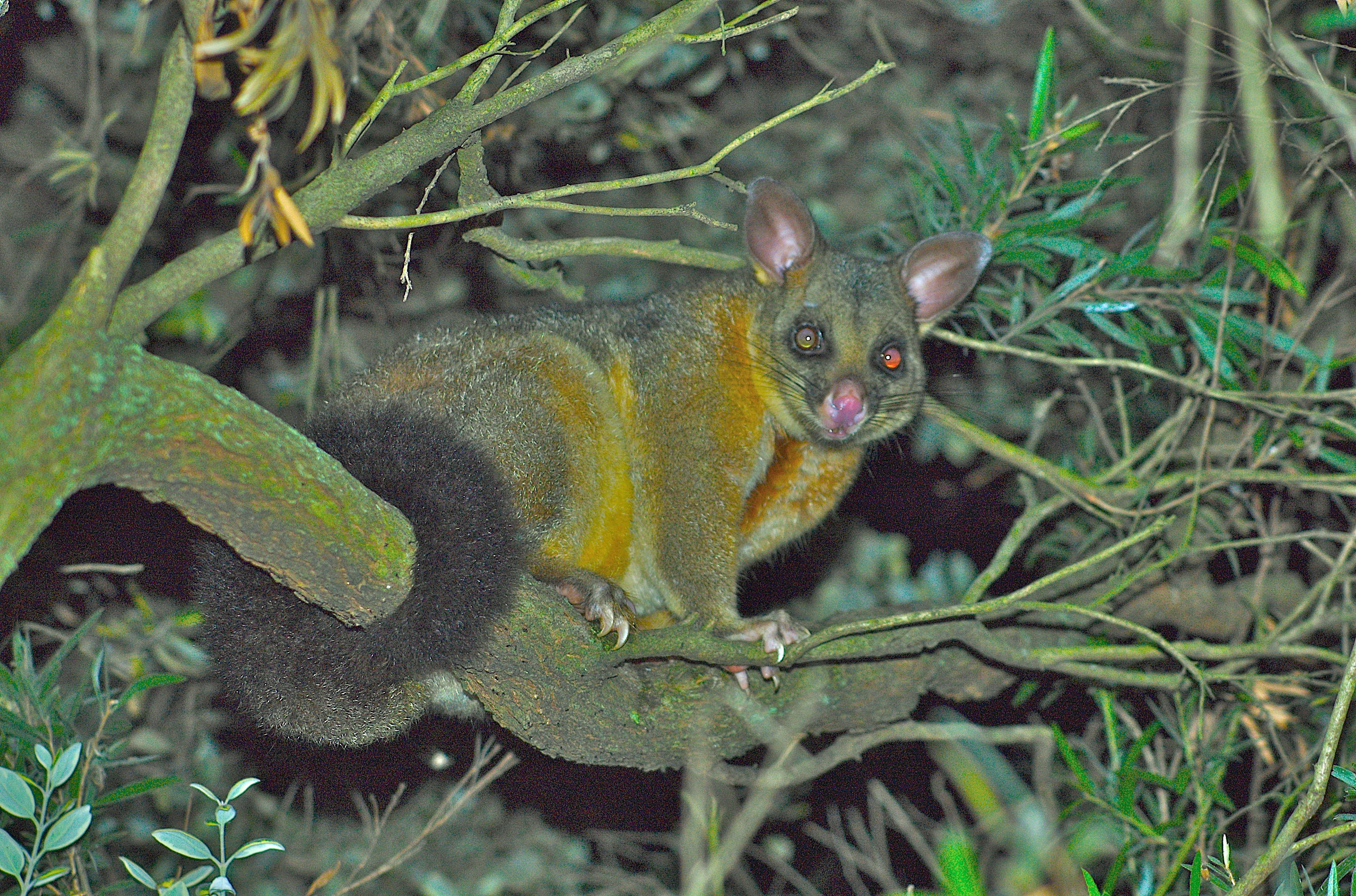
بوسوم كث الذيل يعيش في الأشجار

يوصف الوايتوريكي بأنه مخلوق صغير يشبه القضاعة وأنه بحجم القطة. ويوصف بأن له فروا بنيا وأقداما صغيرة. وتكون المشاهدات في المناطق المائية في الجزيرة الجنوبية من نيوزيلندا. ويوصف فروه بأنه قصير مثل القضاعة.
لا توجد أدلة كافية على وجود الوايتوريكي. ذكر الباحث جوليوس فان هاست أنه حصل على جلد مسلوخ يخص الحيوان عام 1868. كان فراؤه بنيا وعليه بقع بيضاء، وليس لأصابع قدمه عشاء وتري. لم يكن هذا الدليل حاسما، فالجلد يشبه في وصفه جلد الدصيور، ويقال ان الدصيور أطلق في نيوزيلندا عام 1868. تم إطلاق الأوبوسوم ذو الذيل الفرشي في نيوزيلندا عام 1858 وهو يعتبر الآن آفة منتشرة، بينما تم إطلاق قريبه ذو الذيل الحلقي ولم يزدهر هناك. وكلا الحيوانين لا توجد عليهم بقع.

## المشاهدات
معظم الأدلة على وجود الوايتوريكي مبنية على سجلات متباعدة على مدى 200 سنة عن حيوانات برمائية غير معرفة في الجزيرة الجنوبية. العديد من تلك السجلات مشكوك بها ولا تتوافق مع بعضها، إلا أن عددا كبيرا منها يقدم أوصافا مشابهة لبعضها وأوصافا أخرى لحيوانات تعيش خارج نيوزيلندا. وذكر ماريش أن الماوري قديما كانوا يحتفظون بالوايتوريكي كحيوانات أليفة.
بعض السجلات المهمة أتت من مستكشفين وعلماء طبيعة ما قبل القرن العشرين مثل:
- ذكر الكابتن جيمس كوك أنه رأى حيوانا في مضيق داسكي عام 1772[2][3] وقال: «بعد ثلاثة أو أربعة أيام من وصولنا إلى ميناء بيكرزغيل، وبعد أن قطعنا الغابة ونصبنا خيمتنا، شاهد ثلاثة أو أربعة من رجالنا حيوانا يمشي على أربع؛ ولكن لم يعطي اثنان منهم نفس الوصف. ولكنهم اتفقوا على عدة أوصاف، بأنه بحجم القطة، وأقدامه قصيرة، وبلون الفئران. أحد البحارة قال أنه رآه جيدا، وذكر أن له ذيلا كثيف الشعر، وبدا أنه خليط من كل الحيوانات التي نعرفها. أكثر الظن أنه نوع جديد. وبهذا فقد رأينا أن هذه البلاد لا تفتقر إلى الحيوانات ذات الأربع كما كنا نظن».[4]
- تقابل والتر مانتيل مع رجل يدعى تاراواتا من عشيرة كاتي ماموي من قبائل نغاي تاهو حاوال العام 1838 أو 1848. يذكر مانتيل: «أخبرني أن طول الحيوان هو قدمان من الأنف وحتى نهاية الذيل؛ وكان لونه بنيا، وله أقدام قصيرة وغليظة، وذيل كثيف الشعر، وشكل رأسه بين الكلب والقط، ويسكن الحفر ويتغذى على السحالي والسمك، ولا يبيض».

هذا الوصف يشبه حيوان الأبوسوم فرشي الذيل الشائع، ورغم أنه يعيش في الأشجار إلا أنه ينام في الملاجئ أو العرائن. وهو يعلف عادة في الأشجار لكن هذا يعود أكثر لتوفر الغذاء عن تفضيله للأشجار. عاث هذا الحيوان فسادا بين زواحف وطيور نيوزيلندا. ورغم أنه يتطابق مع الأوصاف، فهو لم يعرف بالمنطقة حتى عام 1858؛ لم تزدد أعداده بما يكفي حتى عام 1860 على الأقل.
- تكلم القس ريتشارد تايلور عن الحيوان في النصف الأول من مطلع القرن التاسع عشر في كتابه Te Ika a Maui عام 1855.
- تكلم جوليوس فان هاست عن الحيوان في القرن التاسع عشر، وفيما يلي ما اقتبسه عنه الكاتب ألفريد بريمز: «حيوان آخر يوجد بين الثديات الأولى، وهو الثدي الوحيد المتوطن في نيوزيلندا هو وايتوريكي (أو وايتوتيكي)، وهو حيوان يشبه القضاعة شوهد عدة مرات، ومنها مرة من مسافة قصيرة حيث أنه ضرب بسوط، ولكنه اختفى في الماء». كما اقتبس منه فيردناند فون هوخشتيتر في كتابه عن نيوزيلندا: «تحدث صديقي فان هاست عن الفايتوتيكي في 6 يونيو 1861 قائلا: وجدت آثاره على علو 3500 قدم (1067 م) في أعالي نهر آشبرتون (محافظة كانتربري، الجزيرة الجنوبية) في قسم من البلاد لم يزره أحد قبلي. كانت تشبه آثار القضاعة وإن كانت أصغر. ولكن شوهد الحيوان بنفسه من قبل سيدين يملكان قطيعا من الغنم قرب أشبرتون على ارتفاع 2100 قدم (640 م) عن سطح البحر. وصف السيدان الحيوان بأنه ذو لون بني داكن وبحجم أرنب كبير. وعندما ضرب بسوط أطلق صوتا شبيها بالصفير واختفى في الماء».

أتت عدة تقارير لاحقة خلال القرن العشرين قدمها مستوطنون ومزارعون وصيادون وسياح وعلماء. جمعت أغلب هذه التقارير في بحث عن الوايتوريكي قدمه جي أيه بولوك عام 1974 وقاد فريقا للبحث حول منطقة بحيرات وايهولا ووايبوري في محافظة أوتاغو خلال الثمانينات.

## الأدلة
أغلبية الدلائل حول الوايتوريكي أتت من المشاهدات. ولكن البعض زعموا عثورهم على دليل مادي. وتم العثور على عدة آثار غير معروفة. ووصفت بأنها بطول بضعة بوصات وتظهر أوتارا جلدية. بالنسبة لآثار القضاعة فإن الأوتار الجلدية صغيرة لكن في آثار القندس فإنها تظهر كاملة. وفي عام 1868، حصل جوليوس فون هاست على جلد زعم أنه يحص الويتوريكي، إلا أنه كان بحالة سيئة ولم يصلح كدليل حاسم. ووصف الجلد بأنه ذو وبر بني وعليه بقع بيضاء، وبهذا فهو يشابه جلد الدصيور الذي لم يكن موجودا في نيوزلندا.

## ثديات نيوزيلندا
ترجع أهمية وجود الوايتوريكي إلى أن نيوزيلندا هي إحدى كتل اليابسة القليلة التي ليست بها ثدييات أرض محلية. تستضيف الجزيرة في جنوب المحيط الهادي عدة من زعنفيات الأرجل (مثل الفقمات وأسود البحر) والخفافيش (جنس Mystacina) لكنها معروفة لكثرة ما بها من أنواع الطيور والتي يبدو أنه تطورت دون قيود من الثديات المفترسة: فالأنواع التي لا تطير كان يمكن أن تكون فريسة سهلة لأي ثدي صياد وكانت متوافرة جدا، وكان هناك حتى بعض العصفوريات الصغيرة التي لا تطير، وهو أمر غير مألوف تقريبا، ومجهول تماما في حضور المفترسين من الثديات كالزبابة.
ندرة الثدييات في نيوزيلندا هو نتيجة انفصالها من قارة غندوانا العظمى قبل 80 مليون سنة تقريبا في العهد الطباشيري. تقترح الاكتشافات الأخيرة في أحافير سرير بحيرة أوتاغو بأن حيوانات صغيرة من أشباه الثديات غير الطائرة (وكذلك التمساحيات) وجدت في نيوزيلندا قبل استيطان الإنسان.
رغم ترجيح وجود مخلوقات ثدية على نيوزيلندا وقت انفصالها، وبالتأكيد في الفترة الميوسينية، فإن الثدييات المشيمية – ومن المحتمل حتى الكظاميات – لم تكن موجودة بالتأكيد.

## نظريات على الهوية
رغم قلة الأحافير، أو برهان مؤكد على شكل عينة حية، فهناك نظريات عديدة تناقش هوية الوايتوريكي:

### القضاعة
أكثر مرشح لهوية الوايتوريكي هو أن يكون نوعا هاربا أو جديدا من القضاعة، ذلك أن أغلب المشاهدات تشتبه يه، كما أن معظمها حدثت قرب الماء حيث يعيش. وإذا كان الوايتوريكي هو نفسه القضاعة فعلى الأغلب فهو قضاعة أنهار تم جلبه إلى نيوزيلندا على المراكب. يحتمل أيضا أنه سبح عبر المحيط، لكن هذه النظرية غير محتملة.

### القندس
نظرية أخرى شائعة أن الوايتوريكي في الحقيقة هو قندس. حيث أن عديد المشاهدات تذكر أن الوايتوريكي يعيش في السدود مثل القنادس. كما أن لون فراء القندس أيضا قريب من وصف الوايتوريكي. إلا أن جسم وتركيب ذيل الوايتوريكي مختلف عن القندس. فإذا كان الوايتوريكي قندسا فيرجح أتنه استقدم من قبل المستوطنين الأوروبيين ومن ثم يكون قريبا من القندس الأوروبي.

### زعنفيات الأرجل
إحدى النظريات الأخرى تقول أن الوايتوريكي من زعنفيات الأرجل، مثل الفقمة وأسود البحر وأفيال البحر، وهي متوطنة في نيوزيلندا مثل أسد البحر النيوزيلندي، ما يجعلها مرشحا جيدا لتعريف الوايتوريكي. وهي بطول حوالي 5-8 أقدام (1.5-2.5 متر) والذكور لها فرو بني والإناث رمادي. المرشح الآخر هو فقمة فراء النيوزيلندي. هو أصغر قليلا وله فرو بني.

### الكظاميات
الكظاميات هي ثديات تبيض. وضعت هذه النظرية لأن هناك بعض التقارير التي تروي أن الوايتوريكي يضع البيض. الكظاميات المعروفة هي خلد الماء ونوعان من الأخندة، وموطنها هو أستراليا. يختلف وصف الأخندة عن وصف الوايتوريكي الشائع. خلد الماء أقرب في الوصف ولكنه ما يزال مختلفا. ومن المحتمل أن يكون نوعا جديدا من الكظاميات.

### سينودونت
هناك زعم رابع وضع في الأدب بأن الوايتوريكي من بواقي الكائنات البروكينوسوخية، مثل الكائنات السينابسية شبه الثدية التي كانت تعيش قرب الماء أيضا. لكن الغياب التام لمتحجرات البروكينوسوخية بعد العصر البيرمي جعل هذه النظرية غير محتملة على الإطلاق.

### البهائميات القاعدية
مؤخرا، ومع ظهور أوصاف للحيوانات الميوسينية مثل ثدي سانت باثانز، اقترح بعض المؤلفين أن الوايتوريكي هو حيوان باقي من تلك الفصيلة. يعتبر ثدي سانت باثانز من الثديات البهائمية خارج الكلادوثيريا والألوثيريا.
قام جون كونواي بصوير هذه الفرضية في كتابه Cryptozoologicon، مع أن الكتاب لا يبين بالتأكيد إن كان الحيوان موجودا أم لا.

### نظريات أخرى
هناك نظريات أخرى عن هوية الوايتوريكي، وهي أقل شيوعا من النظريات آنفة الذكر، ولكنها قدّمت بسبب شيه تلك الحيوانات بالوايتوريكي، أو لأسباب أخرى. وتشمل النمس واللقوارض والجرابيات.
لا تزال النظريات تستند في تخمينها على الجغرافيا الحيوانية، لكن أكثر المهتمين بالحيوان يرون أن أكثر سيناريو محتمل هو أن الحيوان أدخل إلى نيوزيلندا عن طريق البشر. ولكن طوال المائتي سنة الماضية لم يتم جمع أي دليل يخرج الحيوان من دائرة الأساطير.